# Sisifo (dialogo)
Il Sisifo (Σίσυφος) è un breve dialogo pseudoplatonico in cui Socrate e un interlocutore di nome Sisifo discutono sull'attività di deliberare. Per quanto riguarda la datazione, è molto probabile che sia stato composto nella seconda metà del IV secolo a.C., anche in considerazione dell'interlocutore di Socrate e degli altri personaggi che vengono citati, vissuti tutti durante il regno di Filippo II di Macedonia.

## Contenuto
Socrate rimprovera Sisifo di non aver ascoltato il discorso di Stratonico del giorno prima, e questi si giustifica dicendo di essere stato trattenuto da impegni pubblici nella sua città d'origine, Farsalo. Ciò consente a Socrate di impostare una discussione sulla natura del deliberare, un tema affrontato per altro anche in un altro dialogo pseudoplatonico, il Demodoco. Quando si delibera, infatti, si decide in merito alle cose future, ma poiché il futuro è ignoto a chiunque, Socrate ne conclude che deliberare è come giocare a dadi, tentare cioè di indovinare quel che accadrà (387e-388a). Sisifo però non è d'accordo, e afferma che chi delibera non è completamente ignorante, ma conosce l'oggetto solo da un lato, e ne ignora gli altri, i quali saranno oggetto della sua indagine.  
Tuttavia, attraverso vari esempi, Socrate mostra al suo interlocutore che nessuno indaga ciò che già sa, ma solo ciò che non sa, tornando così al punto di partenza (388b-389a). E poi, continua il filosofo, deliberare e indagare sono proprio la stessa cosa? Chi indaga ricerca sempre qualcosa che non conosce, mentre chi delibera è tenuto al contrario a conoscere l'argomento, altrimenti non sarà in grado di esprimere un giudizio valido. Né, d'altra parte, sembra possibile apprendere queste cose da altri, altrimenti sia Sisifo sia i magistrati di Farsalo non avrebbero passato un'intera giornata a discutere.  
Eppure Sisifo continua a sostenere che alcuni possono delibare meglio di altri, così come un musico può essere migliore di un altro; l'analogia è però debole, poiché nel caso del deliberare non vi è niente su cui basarsi per fare un raffronto. Il dialogo termina pertanto con un nulla di fatto, e Socrate non può fare altro che proporre di riprendere da capo l'intera discussione (391a-d).